# Garnizon
Garnizon (od francuske riječi:  garnir, što znači opskrbiti, opremiti, mislilo se posadu) predstavlja zajednički naziv za sve vojne jedinice smještene na određenom području, s ciljem da ga brane od potencijalnog neprijatelja.
Danas se ovaj termin najčešće koristi, kao naziv za sjedište stožera najveće vojne jedinice na nekom teritoriju. 
Lokacija u kojoj se garnizon nalazi može biti grad, naselje, utvrda, zamak ili tome slično. Riječ garnizon često se koristi i kao naziv za mjesto ili grad u kojem postoje vojarne, ili bilo kakvi vojni objekti. Garnizon ima svoj stožer, prateće službe i svog vojnog zapovjednika. Načelno to je časnik, koji zapovijeda nekom od vojnih jedinica u garnizonu, a koji ima najviši časnički čin.
Termin garnizon prvi put se u pojavljuje tijekom 16. i 17. st. kao naziv za stalne vojne posade pojedinih gradova,  zamaka i utvrda.